# فهرست آثار ملی شهرستان فیروزه

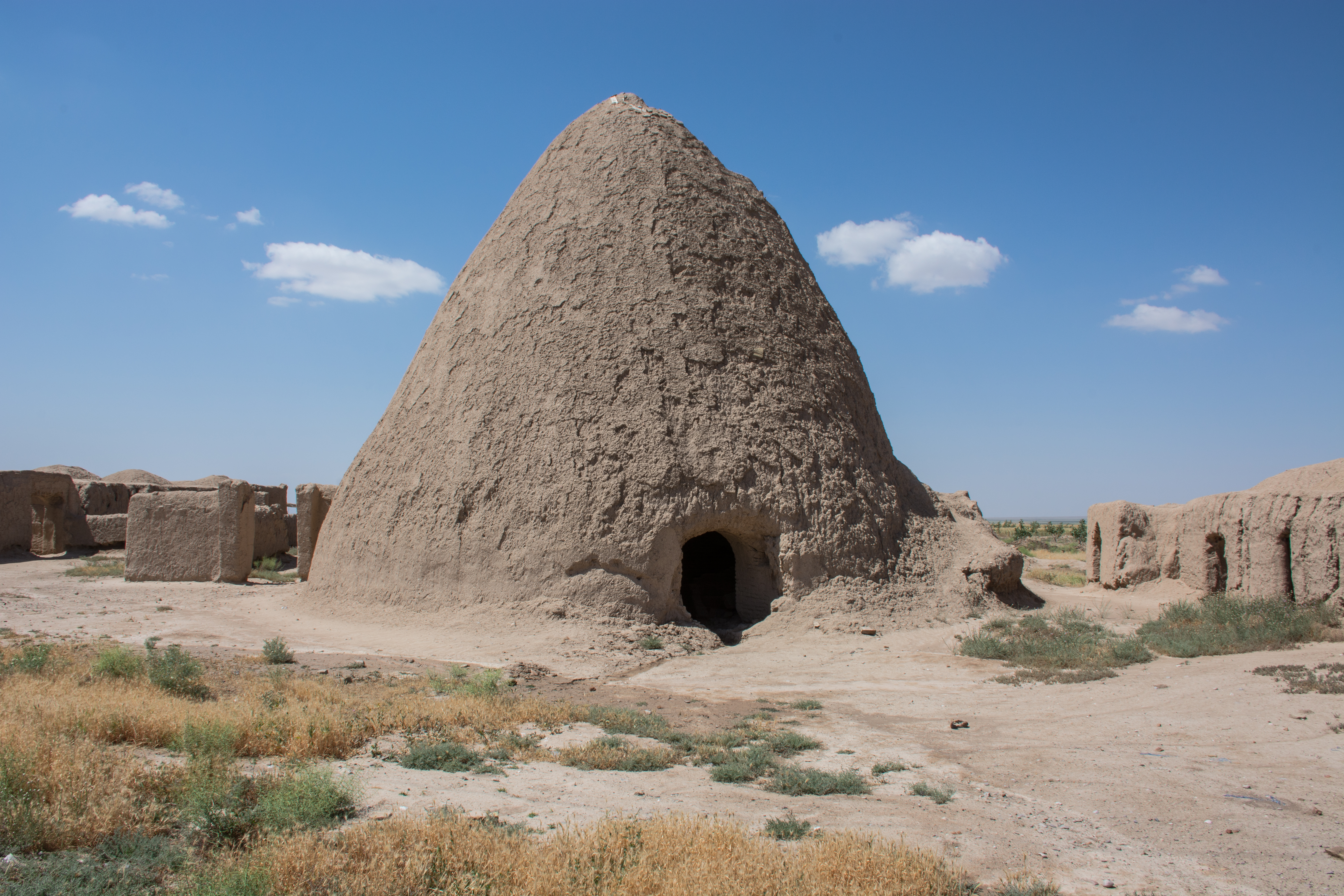
یخدان بحرود

فهرست آثار ملی شهرستان فیروزه شامل ۲۷ اثر ملی در شهرستان فیروزه است که تا ۱۳۹۷ به ثبت رسیده‌اند که سهم این شهرستان در سطح استان خراسان رضوی که بالغ بر ۱۴۰۷ اثر تاریخی ثبت شده دارد بسیار ناچیز است.
قلعه توزنده جان اولین اثر ملی این شهرستان است که در ۸ خرداد ۱۳۷۸ خورشیدی در فهرست آثار ملی ایران قرار گرفت. همچنین قلعه توزنده جان قدیمی‌ترین بنای تاریخی این شهرستان است.

## آثار ثبت‌شده
| ردیف      | نام اثر               | نگاره          | دیرینگی                               | موقعیت                                                                                     | شمارهٔ ثبت | تاریخ ثبت      | منبع      |
| باغ بناها | باغ بناها             | باغ بناها      | باغ بناها                             | باغ بناها                                                                                  | باغ بناها | باغ بناها      | باغ بناها |
| --------- | --------------------- | -------------- | ------------------------------------- | ------------------------------------------------------------------------------------------ | --------- | -------------- | --------- |
| ۱         | باغ نشاط              | بارگذاری تصویر | دوره قاجار                            | شمال روستای تقی‌آباد ۳۶°۱۸′۴۹٫۵″ شمالی ۵۸°۳۵′۵۷٫۴″ شرقی / ۳۶٫۳۱۳۷۵۰°شمالی ۵۸٫۵۹۹۲۷۸°شرقی    | ۴۴۹۲      | ۵ آذر ۱۳۸۰     | [ ۴ ]     |
| بناها     |                       |                |                                       |                                                                                            |           |                |           |
| ۲         | قلعه توزنده جان       | بارگذاری تصویر | دوره ساسانیان - دوران‌های اسلامی       | بخش طاغنکوه                                                                                | ۲۳۳۷      | ۸ خرداد ۱۳۷۸   | [ ۳ ]     |
| ۳         | آب‌انبار همت‌آباد       | بارگذاری تصویر | دوره قاجار                            | جنوب‌غربی روستای همت‌آباد                                                                    | ۵۱۴۵      | ۲۵ اسفند ۱۳۸۰  | [ ۵ ]     |
| ۴         | کاروانسرای شوریاب     | بارگذاری تصویر | دوره قاجار                            | روستای شوریاب                                                                              | ۵۹۰۱      | ۸ مرداد ۱۳۸۱   | [ ۶ ]     |
| ۵         | آرامگاه خواجه نبی     | بارگذاری تصویر | دوره سلجوقیان                         | روستای حصارنو                                                                              | ۶۷۳۸      | ۱۰ دی ۱۳۸۱     | [ ۷ ]     |
| ۶         | خانه استاد کمال الملک |                | اوایل پهلوی اول                       | روستای حسین‌آباد                                                                            | ۸۹۵۸      | ۱۰ خرداد ۱۳۸۲  | [ ۸ ]     |
| ۷         | قلعه قدیمی سرده       | بارگذاری تصویر | سده ۶ تا ۸ ق                          | روستای سرده                                                                                | ۱۱۱۳۱     | ۱۶ شهریور ۱۳۸۳ | [ ۹ ]     |
| ۸         | آرامگاه کردوخان       | بارگذاری تصویر | دوره قاجار                            | روستای کلاته اسدالله‌خان                                                                    | ۱۹۱۲۴     | ۳ خرداد ۱۳۸۶   | [ ۱۰ ]    |
| ۹         | یخدان بحرود           |                | دوره قاجار                            | جنوب غربی روستای بحرود ۳۶°۱۴′۱۳٫۲″ شمالی ۵۸°۳۳′۱۰٫۵″ شرقی / ۳۶٫۲۳۷۰۰۰°شمالی ۵۸٫۵۵۲۹۱۷°شرقی | ۲۰۴۷۷     | ۱۲ دی ۱۳۸۶     | [ ۱۱ ]    |
| ۱۰        | مزار بابا پیر         | بارگذاری تصویر | دوره صفوی                             | ۲ کیلومتری شمال غربی روستای مرزان                                                          | ۲۲۲۹۳     | ۲۷ اسفند ۱۳۸۶  | [ ۱۲ ]    |
| ۱۱        | حمام خانلق            | بارگذاری تصویر | اواخر دوره قاجار                      | جنوب شرق روستای خانلق                                                                      | ۲۶۲۶۸     | ۲۷ اسفند ۱۳۸۷  | [ ۱۳ ]    |
| تپه‌ها     |                       |                |                                       |                                                                                            |           |                |           |
| ۱۲        | تپه یوسف‌آباد          | بارگذاری تصویر | اوایل اسلام                           | روستای یوسف‌آباد                                                                            | ۱۱۱۳۳     | ۱۶ شهریور ۱۳۸۳ | [ ۱۴ ]    |
| ۱۳        | تپه گودان حصار        | بارگذاری تصویر | سده ۵ تا ۷ ق                          | ۲/۵ کیلومتری جنوب شرق روستای سیدآباد بارمعدن                                               | ۱۵۸۷۹     | ۲۴ مرداد ۱۳۸۵  | [ ۱۵ ]    |
| ۱۴        | تپه چشمه عاشقان       | بارگذاری تصویر | سده ۵ تا ۸ ق                          | روستای کلاته اسدالله‌خان                                                                    | ۱۵۸۸۳     | ۲۴ مرداد ۱۳۸۵  | [ ۱۶ ]    |
| ۱۵        | تپه نصیرآباد          | بارگذاری تصویر | هزاره دوم پیش از میلاد - سده ۴ تا ۶ ق | روستای نصیرآباد                                                                            | ۱۹۱۱۳     | ۳ خرداد ۱۳۸۶   | [ ۱۷ ]    |
| ۱۶        | تپه دهنه حیدری        | بارگذاری تصویر | سده ۴ تا ۷ ق                          | روستای دهنه حیدری                                                                          | ۱۹۱۱۶     | ۳ خرداد ۱۳۸۶   | [ ۱۸ ]    |
| ۱۷        | تپه خزینه             | بارگذاری تصویر | سده ۴ تا ۷ ق                          | ۱/۵ کیلومتری شمال غرب روستای ماروسک                                                        | ۱۹۱۲۰     | ۳ خرداد ۱۳۸۶   | [ ۱۹ ]    |
| ۱۸        | تپه تنگه علیا         | بارگذاری تصویر | تاریخی                                | روستای تنگه علیا                                                                           | ۱۹۱۲۷     | ۳ خرداد ۱۳۸۶   | [ ۲۰ ]    |
| ۱۹        | تپه کلاته محمد جان    | بارگذاری تصویر | سده ۳ تا ۷ ق                          | ۱۰۰ متری روستای کلاته محمدجان                                                              | ۱۹۳۲۱     | ۱ مرداد ۱۳۸۶   | [ ۲۱ ]    |
| ۲۰        | تپه قلعه دختر         | بارگذاری تصویر | هزاره دوم پیش از میلاد - سده ۵ تا ۷ ق | روستای دهنه حیدری                                                                          | ۲۰۵۷۲     | ۲۶ دی ۱۳۸۶     | [ ۲۲ ]    |
| ۲۱        | تپه بالاخانه          | بارگذاری تصویر | دوره سلجوقی                           | ؟                                                                                          | ۲۸۱۰۴     | ۱ آذر ۱۳۸۸     | [ ۲ ]     |
| ۲۲        | تپه گاودزد            | بارگذاری تصویر | سده‌های اولیه اسلامی                   | ؟                                                                                          | ۲۸۱۰۶     | ۱ آذر ۱۳۸۸     | [ ۲ ]     |
| ۲۳        | تپه هندی              | بارگذاری تصویر | سده ۳ - ۶ ق                           | ؟                                                                                          | ۲۸۱۱۴     | ۱ آذر ۱۳۸۸     | [ ۲ ]     |
| ۲۴        | تپه فرخار             | بارگذاری تصویر | دوره سلجوقی                           | ؟                                                                                          | ۲۸۱۱۵     | ۱ آذر ۱۳۸۸     | [ ۲ ]     |
| ۲۵        | تپه قزقنه             | بارگذاری تصویر | دوره سلجوقی                           | ؟                                                                                          | ۲۸۱۱۶     | ۱ آذر ۱۳۸۸     | [ ۲ ]     |
| ۲۶        | تپه حسن               | بارگذاری تصویر | سده‌های اولیه اسلامی                   | ؟                                                                                          | ۲۹۰۵۲     | ۱۳ بهمن ۱۳۸۸   | [ ۲ ]     |
| محوطه‌ها   |                       |                |                                       |                                                                                            |           |                |           |
| ۲۷        | محوطه ماروس           | بارگذاری تصویر | سده ۳ تا ۷ ق                          | ۵۰۰ متری جنوب روستای ماروس                                                                 | ۱۵۸۷۸     | ۲۴ مرداد ۱۳۸۵  | [ ۲ ]     |